# 徳島県道184号粟津港撫養線
徳島県道184号粟津港撫養線（とくしまけんどう184ごう あわづこうむやせん）は、徳島県鳴門市を通る一般県道である。

## 概要
鳴門市の東部を走る。

### 路線データ
- 起点：鳴門市里浦町里浦中島（粟津港、徳島県道185号粟津港線起点、徳島県道401号鳴門徳島自転車道線交点）
- 終点：鳴門市大津町吉永（大津町吉永交差点、国道28号交点、徳島県道12号鳴門池田線起点）
- 距離：5.985 km[1]

## 歴史
- 1959年（昭和34年）1月31日 - 徳島県道66号粟津港撫養線として認定。
- 1972年（昭和47年）3月10日 - 現在の徳島県道184号として再認定。

## 地理

### 通過する自治体
- 徳島県
  - 鳴門市

### 交差する道路
| 交差する道路                                          | 交差する場所   | 交差する場所            |
| ----------------------------------------------------- | -------------- | ----------------------- |
| 徳島県道185号粟津港線 徳島県道401号鳴門徳島自転車道線 | 里浦町里浦中島 | 起点                    |
| 国道28号 徳島県道12号鳴門池田線                       | 大津町吉永     | 大津町吉永交差点 / 終点 |

### 沿線
- 鳴門市立鳴門工業高等学校
- 徳島県鳴門総合運動公園陸上競技場
- 徳島県鳴門総合運動公園球技場
- 徳島県鳴門総合運動公園野球場